# In Voluptas Mors
In Voluptas Mors è una fotografia artistica di Philippe Halsman e Salvador Dalí del 1951. Ritrae sette donne nude che formano un teschio.